# 오인환 (1968년)
오인환(吳仁煥, 1968년 7월 18일 ~ )은 대한민국의 정치인이다.

## 학력
- 논산대건고등학교 졸업
- 충남대학교 공과대학 고분자공학과 졸업
- 충남대학교 평화안보대학원 평화안보학 석사 수료

## 경력
- 국회 입법보좌관
- 대통령비서실 사회조정비서관실 행정관
- 대통령직속 국가균형발전위원회 특별위원
- 충청남도지사 비서관
- 2018년 7월 1일 ~ 2022년 6월 30일: 제11대 충청남도의회 의원
  - 2020.07 ~ 2022.06: 제11대 충청남도의회 후반기 복지환경위원회 위원장
- 2022년 7월 1일 ~ : 제12대 충청남도의회 의원

## 역대 선거 결과
|  | 31.63% |

|  | 42.17% |

|  | 56.90% |

|  | 51.21% |